# Номерні знаки штату Вайомінг

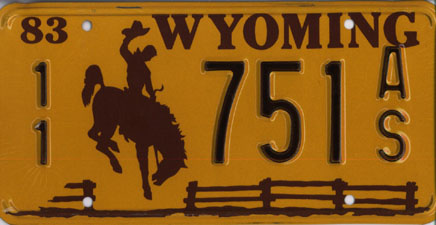
Регулярний номер

Номерні знаки Вайомінгу видаються Департаментом транспорту засобів (DOT). Штат Вайомінг вимагає розміщення двох номерних знаків на автомобілі.
Регулярні номерні знаки Вайомінгу мають формати 1-234А; 12-34567; 1-23456; 1-2345; 1-234. Кодування здійснюється за регіональною ознакою по округах штату. Номерні знаки, починаючи з 1936 року мають зображення вершника на коні: BUCKING HORSE & RIDER.
Чинні бланки номерних знаків мають фонове зображення краєвиду штату Вайомінг.
Індивідуальні комбінації літер і цифр можливо використовувати на стандартному бланку номерного знаку після коду округу.

## Кодування
| Код | Округ або інше                     |
| --- | ---------------------------------- |
| 1   | Натрона                            |
| 2   | Ларамі                             |
| 3   | Шеридан                            |
| 4   | Світвотер                          |
| 5   | Олбані                             |
| 6   | Карбон                             |
| 7   | Ґошен                              |
| 8   | Платт                              |
| 9   | Біґ-Горн                           |
| 10  | Фремонт                            |
| 11  | Парк                               |
| 12  | Лінкольн                           |
| 13  | Конверс                            |
| 14  | Найобрара                          |
| 15  | Гот-Спрінґс                        |
| 16  | Джонсон                            |
| 17  | Кемпбелл                           |
| 18  | Крук                               |
| 19  | Юїнта                              |
| 20  | Вошейкі                            |
| 21  | Вестон                             |
| 22  | Тетон                              |
| 23  | Саблетт                            |
| 99  | прокатні ТЗ та комерційні вантажні |

## Інші формати регулярних номерних знаків
- Номерні знаки для мотоциклів мають формат 1-234 та розміри 4х7 дюймів;
- Номерні знаки для причепів мають формат 1АБ2345;
- Номерні знаки для вантажних комерційних перевезень за межі штату (APPORTIONED) мають формат А12345

## Номерні знаки «особливого інтересу»
Номерні знаки «особливого інтересу» 